# Waking Up in Vegas
«Waking Up in Vegas» — четвертий сингл другого студійного альбому американської поп-співачки Кеті Перрі — «One of the Boys». В США сингл вийшов 7 квітня 2009. Пісня написана Кеті Перрі, Desmond Child та Andreas Carlsson; спродюсована Кеті Перрі та Greg Wells. Музичне відео зрежисоване Joseph Kahn; прем'єра музичного відео відбулась у квітні 2009.

## Музичне відео
28 квітня 2009 відбулася прем'єра відеокліпу. Відеокліп зрежисовано Джозефом Каном (Joseph Kahn).

## Список композицій
- CD-сингл для Великої Британії

1. "Waking Up in Vegas" – 3:19
2. "Waking Up in Vegas" (Calvin Harris Radio Edit) – 3:40

- CD-сингл для США[2]

1. "Waking Up in Vegas" – 3:19
2. "Waking Up in Vegas" (Jason Nevins Electrotec Edit) – 3:23
3. "Waking Up in Vegas" (Manhattan Clique Edit) – 3:49
4. "Waking Up in Vegas" (Calvin Harris Radio Edit) – 3:48
5. "Waking Up in Vegas" (Calvin Harris Extended Remix) – 5:41
6. "Waking Up in Vegas" (Jason Nevins Electrotec Club Mix) – 6:43
7. "Waking Up in Vegas" (Jason Nevins Electrotec Dub) – 6:04
8. "Waking Up in Vegas" (Manhattan Clique Bellagio Remix) – 6:22
9. "Waking Up in Vegas" (Manhattan Clique Luxor Dub) – 6:08

- Європейський CD-сингл

1. "Waking Up in Vegas" – 3:19
2. "Waking Up in Vegas" (instrumental) – 3:26

- Цифрове завантаження

1. "Waking Up in Vegas" – 3:19
2. "Waking Up in Vegas" (Manhattan Clique Remix Edit) – 3:52
3. "Waking Up in Vegas" (Calvin Harris Radio Edit) – 3:48

## Чарти
Тижневі чарти
| Чарт (2009)                               | Місце |
| ----------------------------------------- | ----- |
| Australian Singles Chart                  | 11    |
| Austrian Singles Chart                    | 26    |
| Belgium (Ultratop 50 Flanders) (Фландрія) | 6     |
| Belgium (Ultratop 50 Wallonia) (Валлонія) | 4     |
| Canada (Canadian Hot 100)                 | 2     |
| European Hot 100 Singles                  | 4     |
| Germany German Singles Chart              | 33    |
| Hungary (Rádiós Top 40)                   | 1     |
| Iceland (RÚV)                             | 17    |
| Irish Singles Chart                       | 8     |
| Israel Media Forest                       | 19    |
| Netherlands Dutch Top 40                  | 12    |
| New Zealand Recorded Music NZ             | 9     |
| Slovakia (Rádio Top 100)                  | 10    |
| Swedish Singles Chart                     | 32    |
| Swiss Singles Chart                       | 69    |
| UK Singles (Official Charts Company)      | 19    |
| US Billboard Hot 100                      | 9     |
| US Adult Contemporary (Billboard)         | 26    |
| US Adult Top 40 (Billboard)               | 5     |
| US Dance Club Songs (Billboard)           | 1     |
| US Mainstream Top 40 (Billboard)          | 1     |
| US Rhythmic (Billboard)                   | 33    |

## Продажі
| Країна                       | Сертифікація (таблиця продажів та сертифікатів) | Продажі    |
| ---------------------------- | ----------------------------------------------- | ---------- |
| Австралія (ARIA)             | Золото                                          | +35,000    |
| Бразилія (Pro-Música Brasil) | Платина                                         | +80,000    |
| Канада (CRIA)                | Платина                                         | +80,000    |
| Британія (BPI)               | Срібло                                          | +200,000   |
| США (RIAA)                   | 2× Платина                                      | +2,300,000 |

## Історія релізів
| Регіон          | Дата           | Формат                              |
| --------------- | -------------- | ----------------------------------- |
| Світ            | 7 квітня 2009  | Цифрове завантаження – радіо-версія |
| США             | 21 квітня 2009 | Contemporary hit radio              |
| Світ            | 2 червня 2009  | Цифровий міні-альбом із реміксами   |
| Велика Британія | 8 червня 2009  | CD-сингл                            |
| Німеччина       | 19 червня 2009 | CD-сингл                            |